# Miseno
Miseno este o subdiviziune (frazioni) a comunei Bacoli din provincia Napoli (Italia). Cunoscută în epoca antică sub numele de Misenum, ea este locul unui vechi port din provincia Campania aflată în sudul Italiei.

## Geografie
Capul Miseno din apropiere marchează capătul de nord-vest al Golfului Napoli.

## Istoric
Potrivit mitologiei, Misenum a fost numit dupa Misenus, un tovarăș al lui Hector și trompetist al lui Aeneas. Se presupune că Misenus s-a înecat în apropiere, după un concurs de trompetă cu zeul mărilor Triton, așa cum afirmă Virgil în Aneida.
În 38 î.Hr., Misenum a fost locul unde a fost încheiat un pact de scurtă durată între Octavian (moștenitorul lui Iulius Cezar, care a devenit mai târziu împăratul Augustus) și rivalul său Sextus Pompeius.
În cele mai vechi timpuri, Misenum a fost cea mai mare bază navală a Flotei Romane, din moment ce portul său (Portus Julius) a fost baza flotei Classis Misenensis, cea mai importantă flotă romană. Ea a fost înființată ca bază navală în 27 î.Hr. de Marcus Agrippa, mâna dreaptă a împăratului Augustus.
Având un decor natural superb aflat în apropiere de baza navală și în împrejurimi importantele orașe romane  Puteoli și Neapolis, Misenum a devenit locul unde au fost construite numeroase vile romane luxoase.
Plinius cel Bătrân a fost praefectul responsabil al flotei navale de la Misenum în anul 79 d.Hr., la momentul erupției vulcanului Vezuviu, vizibil la sud peste Golful Napoli. Văzând începerea erupției, Pliniu a plecat să o vadă mai de aproape și să realizeze o salvare a celor de acolo, dar a fost ucis. Relatarea morții sale a fost realizată de nepotul său Plinius cel Tânăr, care locuia și el în acea vreme la Misenum.
Biserica Sfântului Sossius se află aici.

## Locuitori faimoși
Se spune că Misenum ar fi locul de naștere al Sfântului Sossius, un diacon care a fost martirizat împreună cu Proculus din Pozzuoli. Este, de asemenea, locul morții împăratului Tiberius.

## În ficțiune
Misenum este unul din locurile în care se petrece acțiunea romanului Pompeii a lui Robert Harris, al cărui protagonist, Attilius, lucrează ca aquarius la Piscina Mirabilis (rezervorul final în care este golit apeductul Aqua Augusta).
În romanul Ben Hur, Misenum este locul unde se afla o vilă a lui Quintus Arrius lăsată moștenire mai târziu fiului său adoptiv Iuda Ben Hur. Familia lui Ben Hur va trăi mai târziu la Misenum.

## Imagini

Misenum și Golful Napoli în anul 79 d.Hr., la momentul erupției vulcanului Vezuviu. Norul negru reprezintă răspândirea zgurii și cenușii (piroclaste). Sunt reprezentate liniile moderne ale coastei.
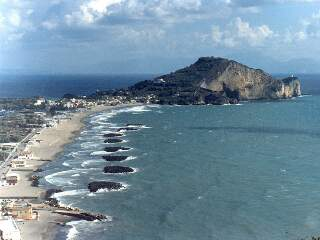
Vedere a modernului Capo Miseno, aflat pe locul anticului Misenum.